# 山本みなみ
山本 みなみ（やまもと みなみ、1989年 - ）は、中世史研究者。鎌倉歴史文化交流館学芸員、青山学院大学非常勤講師。中世の政治史・女性史、特に鎌倉幕府や北条氏が専門。

## 略歴
岡山県倉敷市出身。京都大学大学院にて博士（人間・環境学）の学位取得。博士論文は『初期鎌倉幕府と北条氏』。2018年鎌倉歴史文化交流館学芸員。

## 著作
- 『史伝北条義時 武家政権を確立した権力者の実像』（小学館、2021年12月23日）ISBN 978-4093888455
- 『北条政子 鎌倉時代の礎を築いた尼将軍 （小学館版学習まんが人物館）』（監修、小学館、2021年12月23日）ISBN 978-4092701397
- 『北条義時 武家政権を完成させた男 （講談社学習まんが 歴史を変えた人物伝）』（監修、講談社、2022年3月16日）ISBN 978-4065273029
- 『史伝北条政子 鎌倉幕府を導いた尼将軍 （NHK出版新書）』（NHK出版、2022年5月10日）ISBN 978-4140886731